# Bertelovci
Bertelovci is een plaats in de gemeente Jakšić in de Kroatische provincie Požega-Slavonië. De plaats telt 159 inwoners (2001).